# 21e cérémonie des Hong Kong Film Awards
La 21e cérémonie des Hong Kong Film Awards a eu lieu le 21 avril 2002.
Le film Shaolin Soccer de Stephen Chow est récompensé de six prix dont ceux du meilleur film, du meilleur réalisateur et du meilleur acteur.

## Meilleur film
- Shaolin Soccer de Stephen Chow
  - Beijing Rocks de Mabel Cheung
  - July Rhapsody d'Ann Hui
  - Histoire d'hommes à Pékin (Lan Yu) de Stanley Kwan
  - Love on a Diet de Johnnie To et Wai Ka-fai

## Meilleur réalisateur
- Stephen Chow pour Shaolin Soccer
  - Ann Hui pour July Rhapsody
  - Ann Hui pour Visible Secret
  - Stanley Kwan pour Histoire d'hommes à Pékin (Lan Yu)
  - Johnnie To et Wai Ka-fai pour Love on a Diet

## Meilleur scénario
- Ivy Ho pour July Rhapsody
  - Stephen Chow, Tsang Gun-Cheung pour Shaolin Soccer
  - GC Goo Bi (Merry Go Round)
  - Vincent Kok Tak-Chiu, Edmond Pang Ho-Cheung (You Shoot I Shoot)
  - Ngai Siu-Yun pour Histoire d'hommes à Pékin (Lan Yu)

## Meilleur acteur
- Stephen Chow pour son rôle dans Shaolin Soccer
  - Jacky Cheung pour son rôle dans July Rhapsody
  - Hu Jun pour son rôle dans Histoire d'hommes à Pékin (Lan Yu)
  - Andy Lau pour son rôle dans Love on a Diet
  - Liu Ye pour son rôle dans Histoire d'hommes à Pékin (Lan Yu)

## Meilleure actrice
- Sylvia Chang pour son rôle dans Forever and Ever
  - Sammi Cheng pour son rôle dans Fighting for Love
  - Sammi Cheng pour son rôle dans Love on a Diet
  - Sammi Cheng pour son rôle dans Wu Yen
  - Anita Mui pour son rôle dans July Rhapsody

## Meilleur acteur dans un second rôle
- Wong Yat-Fei pour son rôle dans Shaolin Soccer
  - Gordon Lam pour son rôle dans Dance of a Dream
  - David Lee pour son rôle dans From the Queen to the Chief Executive
  - Patrick Tam pour son rôle dans Born Wild
  - Simon Yam pour son rôle dans Midnight Fly

## Meilleure actrice dans un second rôle
- Karena Lam pour son rôle dans July Rhapsody
  - Josie Ho pour son rôle dans Forever and Ever
  - Kara Hui pour son rôle dans Visible Secret
  - So Kung pour son rôle dans Histoire d'hommes à Pékin (Lan Yu)
  - Cecilia Yip pour son rôle dans The Avenging Fist

## Meilleur nouvel espoir
- Karena Lam Ka-Yan pour July Rhapsody
  - Charlene Choi Cheuk-Yin (Funeral March)
  - Lawrence Chou Chun-Wai (Merry Go Round)
  - Niki Chow Lai-Kei (Dummy Mommy Without a Baby)
  - Zeny Kwok (Glass Tears)

## Meilleure photographie
- Arthur Wong Ngok-Tai pour Visible Secret
  - Chung Yau-Ting (Peony Pavilion)
  - Kwan Pak-Suen, Kwong Ting-Wo pour Shaolin Soccer
  - Peter Pau (Beijing Rocks)
  - Yeung To, Cheung Kin pour Histoire d'hommes à Pékin (Lan Yu)

## Meilleur montage
- Kwong Chi-Leung (The Accidental Spy)
  - William Cheung Suk-Ping pour Histoire d'hommes à Pékin (Lan Yu)
  - Hai Kit-Wai pour Shaolin Soccer
  - Marco Mak Chi-Sin pour La Légende de Zu
  - David Richardson (Fulltime Killer)

## Meilleure direction artistique
- Lau Chung-Kwok, Yim Jim-Lam (Peony Pavilion)
  - William Cheung Suk-Ping pour Histoire d'hommes à Pékin (Lan Yu)
  - Ho Kim-Hung, Fu Tak-Lam pour La Légende de Zu
  - Man Lim-Chung pour July Rhapsody
  - Yu Ka-On (Wu Yen)

## Meilleurs costumes
- Yeung Fan (Peony Pavilion)
  - William Cheung Suk-Ping pour Histoire d'hommes à Pékin (Lan Yu)
  - Choi Yin-Man pour Shaolin Soccer
  - Fung Kwan-Man, Kwan Mei-Bo, Lei Bik-Kwan pour La Légende de Zu
  - Yu Ka-On (Wu Yen)

## Meilleure chorégraphie d'action
- Stephen Tung Wai,   Jackie Chan Stuntman Association (The Accidental Spy)
  - Ching Siu-tung pour Shaolin Soccer
  - Ching Siu-tung (My Schoolmate, the Barbarian)
  - Corey Yuen Kwai (The Avenging Fist)
  - Yuen Woo-Ping, Yuen Bun, Kuk Hin-Siu,  Yuen Shun-Yi pour La Légende de Zu

## Meilleure musique de film
- Ho Sung-Chi (My Life as McDull)
  - Raymond Wong Ying-Wah pour Shaolin Soccer
  - Lai Wan-Man pour Beijing Rocks
  - Mui Lam-Mau (Midnight Fly)
  - Cheung Ah-Tung pour Histoire d'hommes à Pékin (Lan Yu)

## Meilleure chanson
- "Beautiful for Life" (from Love on a Diet)
  - Musique : Chan Fai-Yeung
  - Lyrics : Lam Jik
  - Performer : Sammi Cheng Sau-Man
    - "Kick to the Future" (from Shaolin Soccer)
      - Musique : Chan Tak-Kin
      - Lyrics : Andy Lau Tak-Wah
      - Performer : Andy Lau Tak-Wah

    - "Before Memory, After Forgetting" (from Beijing Rocks)
      - Musique : Lai Wan-Man
      - Lyrics : Alex Law Kai-Yu
      - Performer : Wong Fung

    - "Para Para Sakura" (from Para Para Sakura)
      - Musique : Kam Pui-Tak
      - Lyrics : Chan Siu-Kei
      - Performer : Aaron Kwok Fu-Sing

    - "Ming Ming" (from Peony Pavilion)
      - Musique : Chan San-Nei
      - Lyrics : Yiu Him
      - Performer : Sandy Lam Yik-Lin

## Meilleur son
- Tsang King-Cheung pour Shaolin Soccer
  - Martin Chappell pour La Légende de Zu
  - To Duk-Chi pour Visible Secret
  - Tsang King-Cheung pour Beijing Rocks
  - Tsang King-Cheung (The Accidental Spy)

## Meilleurs effets visuels
- Shaolin Soccer
  - 2002
  - The Accidental Spy
  - The Avenging Fist
  - La Légende de Zu

### Meilleur film asiatique
- Spirited Away ( Japon)
  - A One and a Two (AKA: Yi Yi) ( Taïwan)
  - Happy End ( Corée du Sud)
  - Roots and Branches ( Chine)
  - Shower ( Chine)

## Récompenses spéciales

### Outstanding Young Director
- Stephen Chow Sing-Chi (Shaolin Soccer)

### Lifetime Achievement Award
- Chang Cheh